# Västmanlands landskapsvapen
Västmanlands landskapsvapen och Västmanlands läns vapen är: I fält av silver ett blått, uppskjutande treberg med tre röda lågor. Vapnet kröns i likhet med alla landskapsvapen av en hertiglig krona.
Västmanland symboliserades i processionen vid Gustav Vasas begravning 1560 av ett brinnande berg, som hänvisade på Sala silvergruva. Ganska snart omformades dock vapnet till tre brinnande toppar som tolkats på olika sätt, bland annat som de tre gruvorna Sala, Norberg och Skinnskatteberg. 1943 fastställdes vapnet i sin nuvarande form. Västmanlands län för ett identiskt vapen, men med kunglig krona i stället för hertiglig. Vapnet ingår också tillsammans med Närkes och Värmlands landskapsvapen i vapnet för Örebro län.

## Bildgalleri

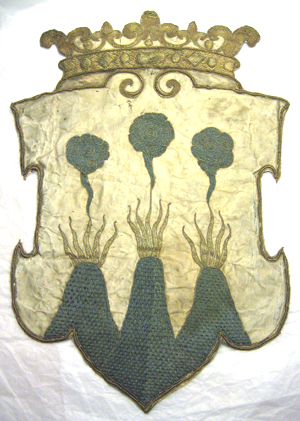
Västmanlands vapen, broderat för schabrak burna av sorgehästarna vid Gustav II Adolfs begravning 1633 (1634). Finns på Livrustkammaren.
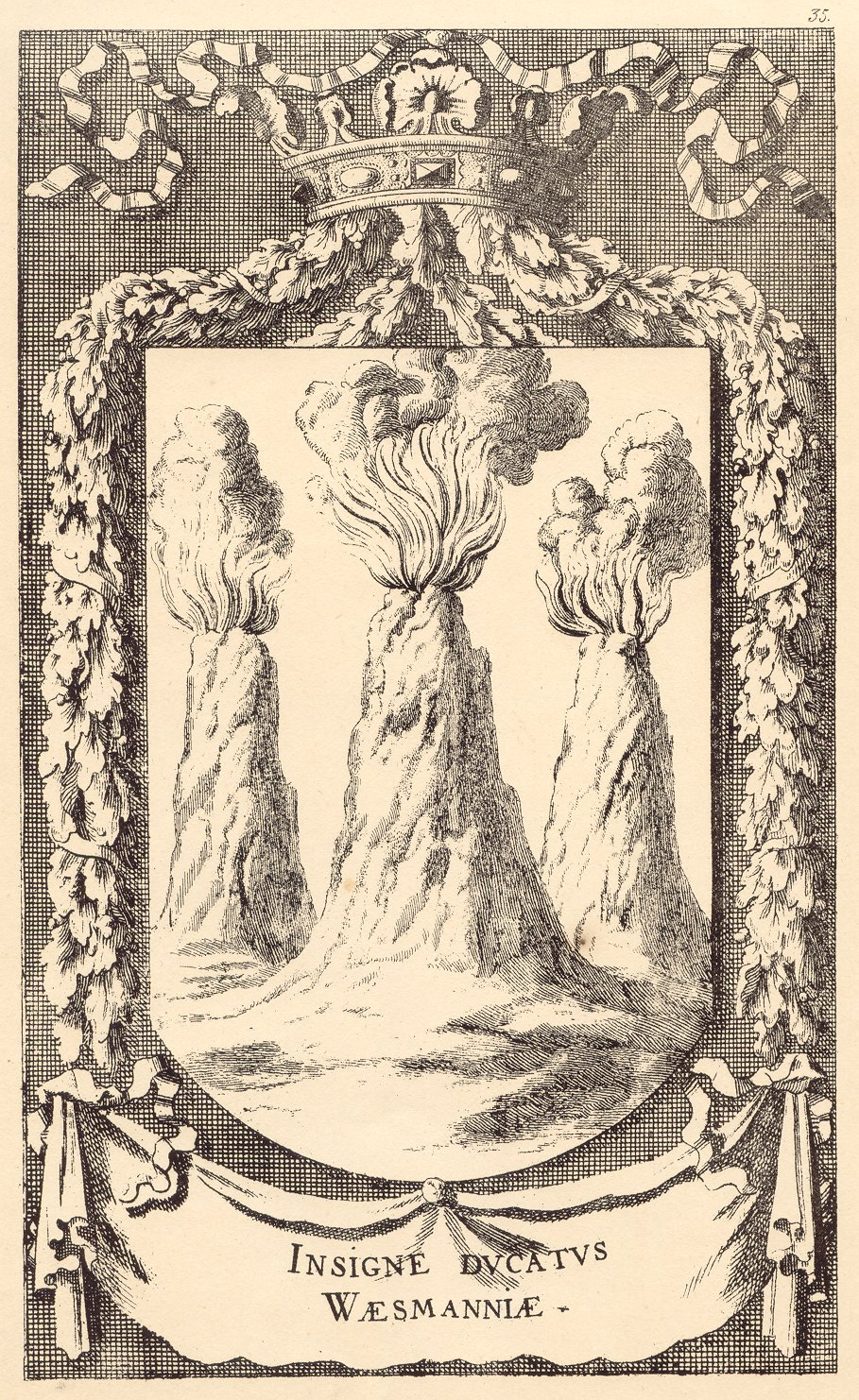
"Hertigdömet Västmanlands vapen" i Suecia antiqua et hodierna.